# Meistriliiga (2002)
Meistriliiga 2002 była 12. edycją najwyższej klasy rozgrywkowej piłki nożnej w Estonii.
Brało w niej udział 8 drużyn, które w okresie od 30 marca do 3 listopada 2002 rozegrały 28 kolejek meczów. Flora Tallinn zdobyła drugi tytuł z rzędu, a szósty w swojej historii.

## Uczestniczące drużyny
| Uczestnicy poprzedniej edycji | Uczestnicy poprzedniej edycji | Uczestnicy poprzedniej edycji | Uczestnicy poprzedniej edycji |
| --- | ----------------------------- | ----------------------------- | ----------------------------- |
| FLO | Flora Tallinn                 | Tallinn                       | 1                             |
| TVM | Tallinna FC TVMK              | Tallinn                       | 2                             |
| LMA | Maardu FC Levadia             | Maardu                        | 3                             |
| NVA | JK Narva Trans                | Narwa                         | 4                             |
| VTU | Viljandi Tulevik              | Viljandi                      | 5                             |
| LTA | Tallinna FC Levadia           | Tallinn                       | 6                             |
| po barażach |                               |                               |                               |
| LKJ | Kohtla-Järve FC Lootus        | Kohtla-Järve                  | 7                             |
| Awans z Esiliigi |                               |                               |                               |
| LPÄ | Pärnu FC Levadia              | Parnawa                       | 1                             |
| Oznaczenia: - kolumna pierwsza – skróty nazw drużyn, - kolumna trzecia – siedziba klubu, - kolumna czwarta – miejsce zajęte w poprzednim sezonie. |                               |                               |                               |

## Tabela
| Lp. | Drużyna                    | M  | Z  | R | P  | B+ | B– | +/– | Pkt | Kwalifikacja lub spadek                     |
| --- | -------------------------- | -- | -- | - | -- | -- | -- | --- | --- | ------------------------------------------- |
| 1   | Flora Tallinn (M)          | 28 | 20 | 4 | 4  | 79 | 25 | +54 | 64  | Liga Mistrzów UEFA • I runda kwalifikacyjna |
| 2   | Levadia Maardu             | 28 | 18 | 8 | 2  | 70 | 25 | +45 | 62  | Puchar Europy UEFA • runda kwalifikacyjna   |
| 3   | TVMK Tallinn (P)           | 28 | 16 | 5 | 7  | 90 | 35 | +55 | 53  | Puchar Europy UEFA • runda kwalifikacyjna   |
| 4   | Narva Trans                | 28 | 14 | 5 | 9  | 54 | 49 | +5  | 47  | Puchar Intertoto UEFA (2003)                |
| 5   | Viljandi Tulevik           | 28 | 10 | 6 | 12 | 51 | 52 | −1  | 36  |                                             |
| 6   | Levadia Tallinn            | 28 | 6  | 5 | 17 | 32 | 70 | −38 | 23  |                                             |
| 7   | Lootus Kohtla-Järve (B, S) | 28 | 5  | 6 | 17 | 24 | 67 | −43 | 21  | baraż o Meistriliiga                        |
| 8   | Levadia Pärnu (S)          | 28 | 1  | 5 | 22 | 19 | 96 | −77 | 8   | spadek do Esiliiga                          |

## Wyniki
| Gospodarz \ Gość    | FLO | LPÄ | LOO | LMA | NAR | LTA | TUL | TVM | FLO | LPÄ | LOO | LMA | NAR | LTA  | TUL | TVM |
| ------------------- | --- | --- | --- | --- | --- | --- | --- | --- | --- | --- | --- | --- | --- | ---- | --- | --- |
| Flora Tallinn       |     | 3–1 | 4–0 | 1–0 | 1–6 | 2–1 | 2–0 | 0–0 |     | 7–0 | 3–0 | 1–3 | 1–0 | 10–0 | 5–1 | 0–0 |
| Levadia Pärnu       | 0–4 |     | 2–1 | 0–1 | 1–3 | 1–1 | 1–6 | 1–7 | 0–7 |     | 1–1 | 2–7 | 1–2 | 1–2  | 1–1 | 0–6 |
| Lootus Kohtla-Järve | 0–3 | 2–1 |     | 1–2 | 4–2 | 0–0 | 3–1 | 0–3 | 0–1 | 1–0 |     | 1–1 | 0–3 | 1–1  | 1–4 | 1–3 |
| Levadia Maardu      | 1–1 | 5–0 | 6–2 |     | 1–1 | 6–2 | 3–0 | 2–1 | 0–0 | 4–0 | 1–0 |     | 5–2 | 2–0  | 3–0 | 2–2 |
| Narva Trans         | 3–2 | 2–0 | 4–1 | 1–1 |     | 3–1 | 2–0 | 0–3 | 0–5 | 4–3 | 0–1 | 1–1 |     | 3–0  | 0–1 | 0–3 |
| Levadia Tallinn     | 1–2 | 2–2 | 1–0 | 0–3 | 2–3 |     | 1–3 | 0–4 | 2–1 | 6–0 | 1–1 | 0–5 | 0–4 |      | 1–3 | 1–2 |
| Viljandi Tulevik    | 2–3 | 0–0 | 1–1 | 0–0 | 1–1 | 2–3 |     | 3–1 | 1–5 | 3–0 | 4–1 | 0–1 | 1–2 | 2–0  |     | 4–4 |
| TVMK Tallinn        | 1–2 | 2–0 | 6–0 | 6–0 | 7–0 | 2–0 | 4–1 |     | 2–3 | 6–0 | 8–0 | 0–4 | 2–2 | 2–3  | 3–6 |     |

## Baraż o Meistriliiga
Kuressaare druga drużyna Esiliig wygrała 2-1 dwumecz z Lootus Kohtla-Järve o miejsce w Meistriliiga na sezon 2003.
| 16 listopada 2002 | Kuressaare           | 1:1   | Lootus Kohtla-Järve |  |
|                   | Aleksandr Dubõkin 2' | (1:1) | 41' Sergei Popov    |  |

| 24 listopada 2002 | Lootus Kohtla-Järve | 0:1   | Kuressaare  |  |
|                   |                     | (0:0) | 85' Jan Õun |  |

## Najlepsi strzelcy
| Bramki | Strzelcy             | Drużyna          |
| ------ | -------------------- | ---------------- |
| 37     | Andrei Krõlov        | TVMK Tallinn     |
| 24     | Maksim Gruznov       | Narva Trans      |
| 23     | Tor Henning Hamre    | Flora Tallinn    |
| 20     | Vjatšeslav Zahovaiko | Viljandi Tulevik |
| 16     | Dmitri Ustritski     | Viljandi Tulevik |
| 14     | Vitali Leitan        | Levadia Maardu   |
| 12     | Vladimir Tšelnokov   | Levadia Maardu   |
| 11     | Argo Arbeiter        | Levadia Maardu   |
| 11     | Aleksandr Kulik      | Flora Tallinn    |
| 11     | Ingemar Teever       | TVMK Tallinn     |

Źródło:

## Stadiony
| Flora Tallinn   |
| --------------- |
| A. Le Coq Arena |
|                 |

| Lootus Kohtla-Järve       |
| ------------------------- |
| Kohtla-Järve Spordikeskus |
|                           |

| Levadia Pärnu       |
| ------------------- |
| Pärnu Rannastaadion |
|                     |

| Levadia Maardu TVMK Tallinn |
| --------------------------- |
| Stadion Kadriorg            |
|                             |

| Levadia Tallinn |
| --------------- |
| Viimsi staadion |
|                 |

| Narva Trans               |
| ------------------------- |
| Narva Kreenholmi staadion |
|                           |

| Viljandi Tulevik       |
| ---------------------- |
| Viljandi linnastaadion |
|                        |

Źródło: